# Ptychocoleus emergens
Ptychocoleus emergens là một loài Rêu trong họ Lejeuneaceae. Loài này được (Mitt.) Stephani miêu tả khoa học đầu tiên năm 1912.